# 3C 61.1
3C 61.1 és una galàxia Seyfert situada a la constel·lació de Cefeu.